# 山口県道219号西岐波吉見線
山口県道219号西岐波吉見線（やまぐちけんどう219ごう にしきわよしみせん）は、山口県宇部市を通る一般県道である。

## 概要
宇部市大字西岐波から宇部市大字吉見に至る。

### 路線データ
- 起点：宇部市大字西岐波（床波交差点、国道190号交点）
- 終点：宇部市大字吉見（下岡交差点、国道2号交点、山口県道215号宇部停車場線終点）

## 歴史
- 1972年（昭和47年）4月1日 - 山口県告示第262号により認定される。
- 2006年（平成18年）3月7日 - 起点付近のバイパス道路区間が開通し、宇部新都市の建設に付帯した一連の改築事業が完成[1]。

## 路線状況
起点 - 宇部市大字善和間が4車線（片側2車線）で整備されており、その他の区間は2車線（片側1車線）である。かつては全線が幅員6 - 9 mの2車線道路であったが、沿線に宇部新都市（あすとぴあ）や宇部臨空頭脳パーク、瀬戸原工業団地などの工業団地が建設され、交通需要の増加が見込まれたことから4車線（第4種第1級）への改築工事が行われた。改築工事は主に現道拡幅によって実施されたが、旧道には半径の狭い曲線を含む区間（宇部市下請川付近）や市街地区間（起点 - セントヒル病院前）が含まれたことから、それらの区間ではバイパス道路が建設された。
瀬戸原交差点（国道490号交点）から西岐波方面への約1.7 kmについては、かつて宇部市議会で拡幅の要望が取り上げられたが、2008年（平成20年）3月時点で拡幅の計画はない。

### 重複区間
- 国道490号（宇部市大字善和・瀬戸原交差点 - 宇部市大字善和・善和交差点）
- 山口県道215号宇部停車場線（宇部市大字吉見 - 宇部市大字吉見・下岡交差点（終点））

### 道路施設

#### 橋梁
- 持世寺橋（厚東川、宇部市）

## 地理

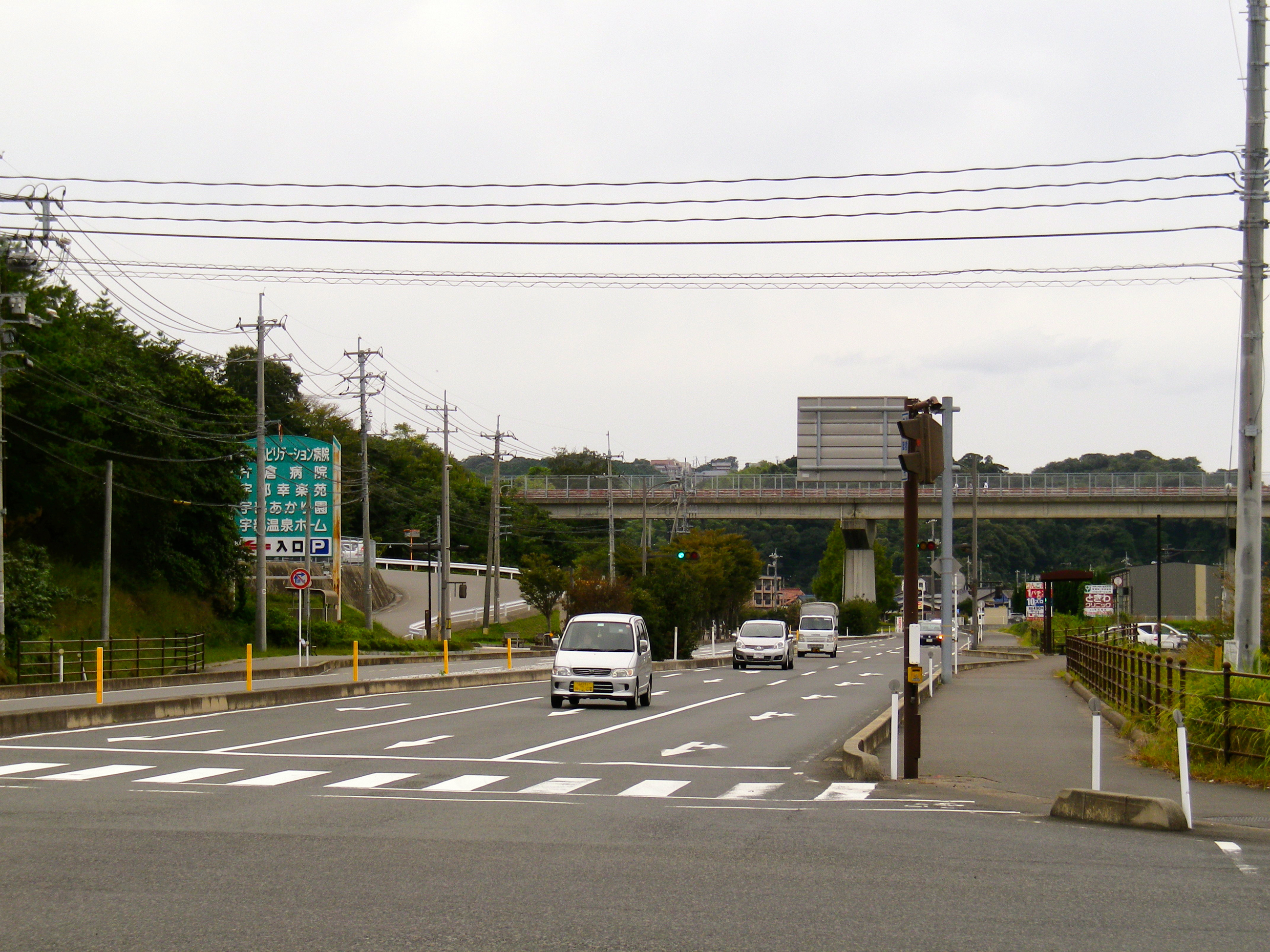
宇部市西岐波。下り方面。
（2011年10月2日撮影）

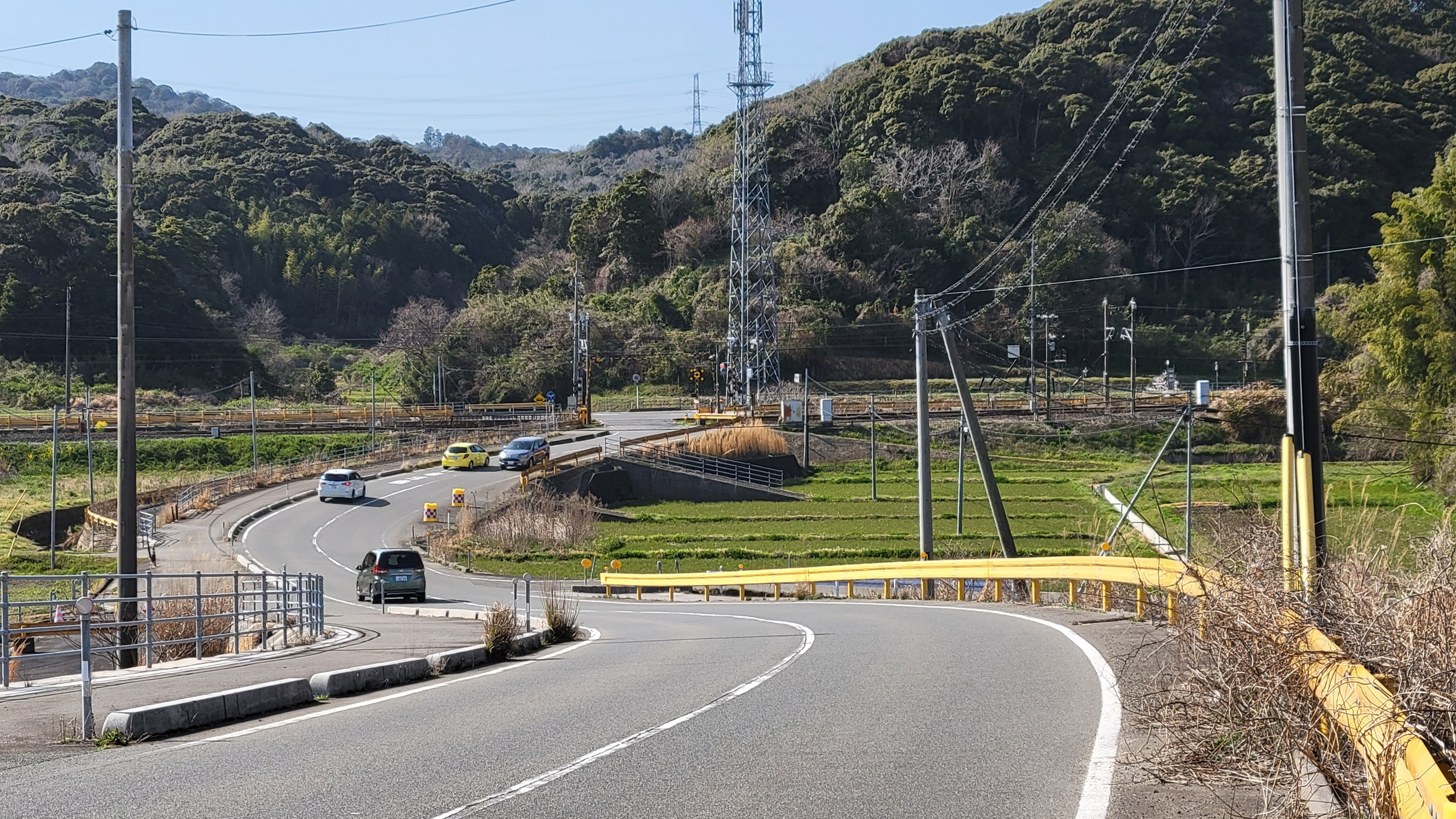
宇部市吉見。持世寺橋から下り方面。
（2022年4月2日撮影）

### 通過する自治体
- 山口県
  - 宇部市

### 交差する道路
| 交差する道路                                                | 交差する場所 | 交差する場所      |
| ----------------------------------------------------------- | ------------ | ----------------- |
| 国道190号 / 床波バイパス                                    | 大字西岐波   | 床波交差点 / 起点 |
| 山口県道6号山口宇部線 / E2 山口宇部道路                     | 大字西岐波   | 片倉IC            |
| 国道490号 重複区間起点                                      | 大字善和     | 瀬戸原交差点      |
| 国道490号 重複区間起点 山口県道216号善和阿知須線            | 大字善和     | 善和交差点        |
| 山口県道215号宇部停車場線 重複区間起点                      | 大字吉見     |                   |
| 国道2号 国道9号 重複 山口県道215号宇部停車場線 重複区間終点 | 大字吉見     | 下岡交差点 / 終点 |

### 交差する鉄道
- 山陽本線
- 山陽新幹線

### 沿線
主要施設
- 宇部市役所 西岐波市民センター
- 宇部臨空頭脳パーク
- ウェスタまるき西岐波店
- 宇部新都市（あすとぴあ）
- 独立行政法人山口県産業技術センター
- 瀬戸原工業団地

名所・旧跡・観光地
- 白土海水浴場
- 持世寺温泉
- 霜降城跡
- 霜降山
- 片倉温泉